# Departamento La Paz (Bolivien)
Das bolivianische Departamento La Paz liegt im Westen des Landes an der Grenze zu Peru. Es umfasst 133.985 km² und hat 3.022.566 Einwohner (2024). Die wichtigsten Städte sind die Stadt La Paz (Hauptort des Departamentos und Regierungssitz Boliviens) und das benachbarte El Alto.

## Geographie
Der westliche und südwestliche Teil des Departamentos gehört zum Hochplateau des Altiplano. Zu ihm gehört der bolivianische Anteil am Titicaca-See und an der bis zu 6600 m hohen Cordillera Real. Nordöstlich der Cordillera befinden sich die Yungas, zwei langgestreckte Täler am Ostabhang der Anden, die den Übergang ins Amazonas-Tiefland bilden. Sie liegen nur etwa 1000 m über dem Meeresspiegel und sind der wichtigste Lieferant zur Versorgung von La Paz und El Altos mit Obst und Gemüse. Fast die gesamte nördliche Hälfte gehört zum tropischen Tiefland und ist nur sehr dünn besiedelt.
Südwestlich der Departamento-Hauptstadt liegt die bedeutende Ruinenstätte Tiahuanaco.

## Bevölkerung
Die Einwohnerzahl des Departamento ist von 1950 bis 2024 auf mehr als das Dreifache angestiegen:
| Jahr | Einwohner | Quelle       |
| ---- | --------- | ------------ |
| 1950 | 854.079   | Volkszählung |
| 1976 | 1.465.078 | Volkszählung |
| 1992 | 1.900.786 | Volkszählung |
| 2001 | 2.350.466 | Volkszählung |
| 2012 | 2.706.351 | Volkszählung |
| 2024 | 3.022.566 | Volkszählung |

Von den 2.350.466 Einwohnern des Departamento La Paz zur Zeit der Volkszählung von 2001 lebten 1.552.146 in städtischen und 798.320 in ländlichen Gebieten. Die städtische Bevölkerung lebt zum größten Teil in den beiden Städten La Paz und El Alto. 77,46 % der über 15 Jahre alten Einwohner (70,19 % im städtischen und 92,47 % im ländlichen Raum) zählten sich selbst zu den Angehörigen indianischer Völker. Die Mehrheit von ihnen gehört zu den Aymara, deren Hauptsiedlungsgebiet das Departamento La Paz zusammen mit dem benachbarten Departamento Oruro und den angrenzenden Gebieten Perus bildet. Den Angaben der Volkszählung von 2001 zufolge beherrschen 88,47 % der über sechs Jahre alten Einwohner die spanische Sprache (96,69 % im städtischen und 72,25 % im ländlichen Raum). Für 66 % der Bevölkerung ist Spanisch die primäre Sprache, für 31 % Aymara und für 3 % Quechua (Volkszählung 2012).

## Provinzen

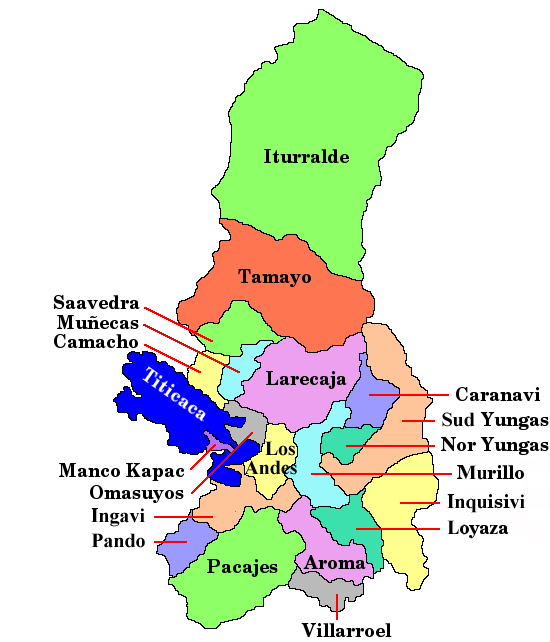
Die Provinzen des Departamento La Paz

Das Departamento La Paz ist in 20 Provinzen gegliedert:
| INE-Nr. | Fläche     | Provinz                      | Einwohner 2001 | Einwohner 2012 | Einwohner 2024 |
| ------- | ---------- | ---------------------------- | -------------- | -------------- | -------------- |
| 02-15   | 40.118 km² | Provinz Abel Iturralde       | 0011.828       | 0018.073       | 0022.602       |
| 02-13   | 4.559 km²  | Provinz Aroma                | 0086.480       | 0098.205       | 00112.015      |
| 02-16   | 3.160 km²  | Provinz Bautista Saavedra    | 0011.475       | 0016.308       | 0022.277       |
| 02-20   | 2.600 km²  | Provinz Caranavi             | 0051.153       | 0061.524       | 0069.533       |
| 92-07   | 16.443 km² | Provinz Franz Tamayo         | 0018.386       | 0027.088       | 0028.040       |
| 02-18   | 1.978 km²  | Provinz Gualberto Villarroel | 0015.975       | 0017.865       | 0017.297       |
| 02-04   | 1.776 km²  | Provinz Eliodoro Camacho     | 0057.745       | 0054.072       | 0063.266       |
| 02-08   | 4.124 km²  | Provinz Ingavi               | 0095.906       | 0134.965       | 00175.787      |
| 02-10   | 7.137 km²  | Provinz Inquisivi            | 0059.495       | 0066.462       | 0086.216       |
| 02-19   | 1.812 km²  | Provinz José Manuel Pando    | 0006.137       | 0007.474       | 0012.092       |
| 02-06   | 10.108 km² | Provinz Larecaja             | 0068.026       | 0086.122       | 00106.735      |
| 02-09   | 2.812 km²  | Provinz Loayza               | 0035.809       | 0043.731       | 0047.295       |
| 02-12   | 2,718 km²  | Provinz Los Andes            | 0069.636       | 0077.579       | 00116.690      |
| 02-17   | 249 km²    | Provinz Manco Kapac          | 0022.892       | 0027.244       | 0034.040       |
| 92-05   | 1.501 km²  | Provinz Muñecas              | 0025.163       | 0025.378       | 0033.348       |
| 02-14   | 1,777 km²  | Provinz Nor Yungas           | 0023.681       | 0036.327       | 0051.441       |
| 02-02   | 4.129 km²  | Provinz Omasuyos             | 0085.702       | 0084.634       | 0094.158       |
| 02-03   | 11.291 km² | Provinz Pacajes              | 0049.183       | 0055.316       | 0068.753       |
| 02-01   | 3.821 km²  | Provinz Murillo              | 1.484.328      | 1.669.807      | 001.728.931    |
| 02-11   | 8,850 km²  | Provinz Sud Yungas           | 0063.544       | 0106.428       | 00121.518      |

## Größte Orte
| Stadt      | Einwohner 2001 (Volkszählung) | Einwohner 2012 (Volkszählung) |
| ---------- | ----------------------------- | ----------------------------- |
| La Paz     | 792.611                       | 757.184                       |
| El Alto    | 695.243                       | 842.378                       |
| Viacha     | 29.108                        | 62.516                        |
| Achocalla  | 10.369                        | 18.442                        |
| Caranavi   | 12.318                        | 13.569                        |
| Patacamaya | 10.007                        | 11.197                        |
| Achacachi  | 7.560                         | 8.857                         |

## Politik
Gesamtergebnis im Departamento La Paz bei den Regionalwahlen vom 4. April 2010:
| Wahl- berechtigte |  | Wahl- beteiligung | gültige Stimmen |  | MAS-IPSP | MSM     | UN      | M.P.S. | ASP    | MNR    |
| ----------------- |  | ----------------- | --------------- |  | -------- | ------- | ------- | ------ | ------ | ------ |
| 1.504.037         |  | 1.339.676         | 1.069.234       |  | 534.563  | 247.796 | 159.499 | 67.863 | 30.361 | 29.152 |
|                   |  | 89,1 %            | 79,8 %          |  | 50,0 %   | 23,2 %  | 14,9 %  | 6,3 %  | 2,8 %  | 2,7 %  |

Gesamtergebnis im Departamento La Paz bei den Regionalwahlen (elecciones de autoridades políticas) vom 7. März 2021:
| Wahl- berechtigte |  | Wahl- beteiligung | gültige Stimmen |  | MAS-IPSP | J.A.LLALLA.L.P. | PBCSP   | MTS    | FPV    | SOLBO  | UN     |
| ----------------- |  | ----------------- | --------------- |  | -------- | --------------- | ------- | ------ | ------ | ------ | ------ |
| 1.950.428         |  | 1.723.586         | 1.557.208       |  | 618.221  | 392.132         | 349.384 | 67.948 | 23.517 | 22.626 | 21.331 |
|                   |  | 88,37 %           | 90,35 %         |  | 39,70 %  | 25,18 %         | 22,44 % | 4,36 % | 1,51 % | 1,45 % | 1,37 % |

## Tourismus
Im Departamento von La Paz finden sich die Ruinen von Tiahuanaco, eine der weltweit berühmtesten Sehenswürdigkeiten. Auch der Titicaca-See sowie die Bergregion des Chacaltaya werden jährlich von Tausenden von Touristen besucht.